# Ganodermataceae
Ganodermataceae é uma família de fungos da ordem Polyporales. Em abril de 2018, Index Fungorum aceitava 8 gêneros e 300 espécies na família. A família foi circumscrita pelo micólogo holandês, Marinus Anton Donk em 1948 para conter poliporos com parede dupla de esporos. A parede interna é verruculosa (com crescimento moderado) a ornamentada, grossa e geralmente colorida, enquanto a parede externa é fina e hialina.

## Leia mais
- Moncalvo, Jean-Marc; Ryvarden, Leif (1997). A Nomenclatural Study of the Ganodermataceae. Fungiflora. Col: Synopsis Fungorum. Oslo, Norway: [s.n.] ISBN 8290724187